# Istros Bay
Die Istros Bay (englisch; bulgarisch Залив Истрос Saliw Istros) ist eine 1,4 km lange und 3,2 km breite Bucht an der Ostküste von Clarence Island im Archipel der Südlichen Shetlandinseln. Sie liegt nördlich des Lebed Point und südlich von Sugarloaf Island. In sie hinein mündet der Highton-Gletscher.
Britische Wissenschaftler kartierten sie 1972 und 2009. Die bulgarische Kommission für Antarktische Geographische Namen benannte sie 2014 nach einem antiken Namen für den unteren Abschnitt der Donau.